# Landskaber (dokumentarfilm)
|  | Denne artikel er oprettet af botten Steenthbot ud fra en ekstern database. Den kan derfor have sproglige fejl eller mangler. Denne skabelon kan fjernes efter kontrol af indholdet. |

 For alternative betydninger, se Landskaber. (Se også artikler, som begynder med Landskaber)
Landskaber er en dansk dokumentarfilm fra 2008 instrueret af Kristoffer Kiørboe.

## Handling
Instruktøren Kristoffer og hans tvillingebror Frederik mødte først deres far, da de var 21 år gamle. I et forsøg på at indhente de tabte år begiver de sig ud på en vandretur med rygsækkene fulde af forventninger, som dog hurtigt bliver gjort til skamme, da fortiden bringes frem. Men i takt med at lyset, naturen og landskaberne omkring dem ændres, forandres deres indre landskab også, idet de langsomt opnår en intimitet og en forståelse af, hvorfor faren ikke ønskede at være en del af sønnernes opvækst.

## Medvirkende
- Kristoffer Kiørboe
- Frederik Kiørboe
- Ebbe Schou Hargbøl